# Sveti Leonard
Sveti Leonard, Sveti Leonard iz Limogesa ili Sveti Leonard iz Noblaca (6. st.), francuski katolički redovnik i svetac. Spomendan mu je 6. studenoga.

## Životopis
Rođen je u Galiji za vrijeme vladavine bizantskog cara Anastazija u plemićkoj obitelj koja je služila franačkom kralju Klodvigu. Unatoč obiteljskim očekivanjima, Leonard nije pristupio vojnoj službi nego se stavio u službu svetom Remigiju koji će krstiti kralja Klodviga. Kako je Remigije imao povlasticu oslobađanja zarobljenika, i Leonard je također zaželio tu povlasticu te ju je na kraju i dobio te mu je to zapečatilo budući put. Klodvig mu je ponudio časti i biskupski naslov, ali Leonard nije pristao nego se povukao u šumu u blizini Limogesa i počeo živjeti pustinjačkim životom.
Leonard je živio mirnim životom sve do jednog dana kad je kralj Klodvig došao u šumu kako bi lovio divlje životinje. S njima je bila i kraljica koja je trpjela bolove, Leonard se pobrinuo da kraljica obavi bezbolan porod. Kralj je Leonardu za zahvalu darovao zemlju gdje je Leonard sagradio samostan.

## Štovanje
Nakon smrti postao je zaštitnik zatvorenika, ratnih zarobljenika, rodilja, pa čak ga se i zaziva i protiv mraza te konjskih bolesti. Jedan od najpoznatijih zaziva dogodio se 1103. kada su Boemunda od Antiohije za vrijeme križarskih ratova zarobili muslimani te se on molio sv. Leonardu za oslobođenje, koje se i ostvarilo. 
Svetog Leonarda se štuje diljem Europe i Hrvatske, gdje su mu podignute oko 600 vjerskih objekata od kojih je najpoznatiji samostan i crkva Svetog Leonarda u Kotarima kraj Samobora.
U Komarnici je sagrađena kapelica u njegov spomen, koji se slavi kao seoski kirvaj. 